# Diözese Bath und Wells

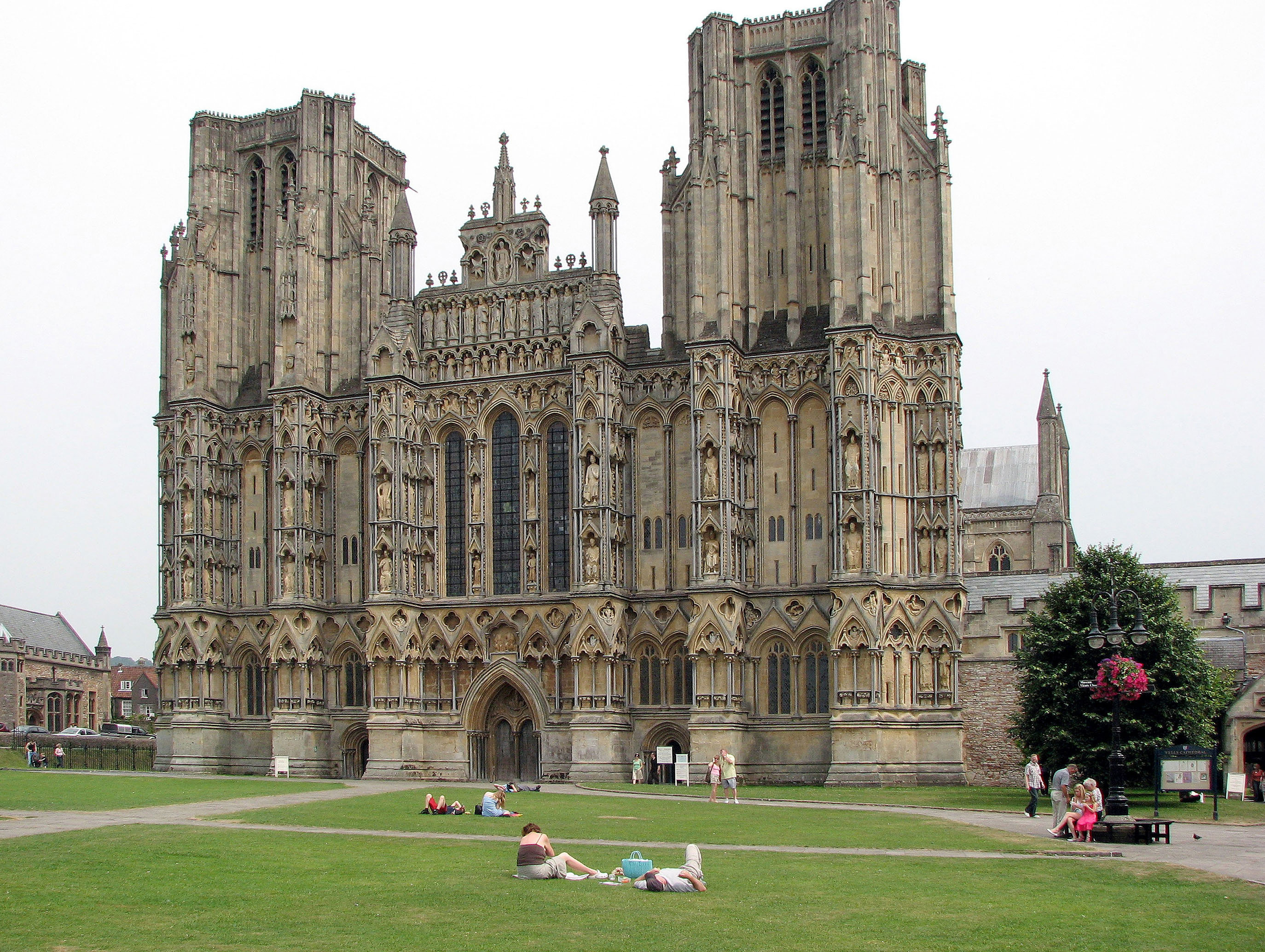
Kathedrale in Wells

Das Bistum Bath und Wells (lat.: Dioecesis Bathoniensis et Wellensis) ist eine anglikanische Diözese in der Kirchenprovinz Canterbury der Church of England mit Sitz in Wells. Bis zur englischen Reformation war es eine römisch-katholische Diözese.

## Geschichte

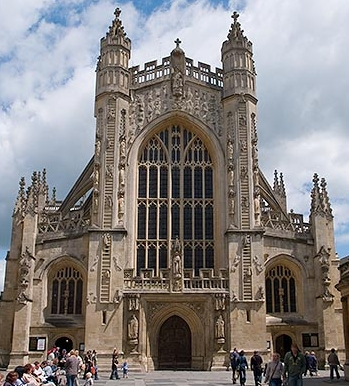
Abteikirche Bath, ehemals Kathedrale

Das Bistum Bath und Wells wurde im Jahre 909 aus Gebietsabtretungen des Bistums Sherborne als Bistum Wells errichtet. Erster Bischof wurde Æthelhelm. Im Jahre 1090 wurde der Bischofssitz nach Bath verlegt. Bischof Savaric FitzGeldewin verlegte im Jahre 1197 mit Erlaubnis von Papst Coelestin III. den Sitz des Bistums Bath in die Glastonbury Abbey. Am 18. März 1220 wurde durch Papst Honorius III. der Sitz des Bistums Bath und Glastonbury erneut nach Bath verlegt. Das Bistum Bath wurde am 3. Januar 1245 in Bistum Bath und Wells umbenannt.
Der letzte römisch-katholische Bischof, Gilbert Bourne, wurde im Jahre 1559 von Königin Elisabeth I. abgesetzt. Bischof Gilbert Bourne starb am 10. September 1569.
Das Bistum Bath und Wells war dem Erzbistum Canterbury als Suffraganbistum unterstellt.